# (177625) 2004 JD
2004 جاي دي (ويعرف أيضًا باسم (177625) 2004 جاي دي وفق تسمية الكوكب الصغير) (بالإنجليزية: 2004 JD)‏ هو كويكب ضمن حزام الكويكبات؛ وترتيبه 177625 من حيث الاكتشاف.
اكتُشف هذا الجُرم الفلكي بواسطة جيمس ويتني يونغ في 8 مايو 2004.

## وصلات خارجية
- (177625) 2004 JD في قاعدة بيانات مختبر الدفع النفاث لأجرام النظام الشمسي الصغيرة

- الاكتشاف · مخطط المدار ·  العناصر المدارية · المعلمات المادية

- (177625) 2004 JD على موقع ويكي سكاي: DSS2, SDSS, GALEX, IRAS, Hydrogen α, X-Ray, Astrophoto, Sky Map, Articles and images